# Bukit Kulam
Bukit Kulam är en kulle i Indonesien.   Den ligger i provinsen Aceh, i den västra delen av landet, 1 600 km nordväst om huvudstaden Jakarta. Toppen på Bukit Kulam är 24 meter över havet.
Terrängen runt Bukit Kulam är platt.Runt Bukit Kulam är det ganska tätbefolkat, med 65 invånare per kvadratkilometer. Trakten runt Bukit Kulam består huvudsakligen av våtmarker.